# Корилкевич Данило Михайлович
Дани́ло Миха́йлович Корилке́вич (нар. 5 червня 1950, с. Білий Камінь, Золочівський район Львівська область) — український політичний діяч, голова Рівненської обласної ради (1998—2002), голова Дубенської районної державної адміністрації Рівненської області (2011—2013). Почесний академік Української академії економічної кібернетики (1999).

## Життєпис
У 1966—1970 роках — навчання у Львівському технікумі харчової промисловості Міністерства харчової промисловості УРСР, по закінченню якого здобув кваліфікацію «технік-механік».
У березні 1970 — травні 1978 року — інженер-механік, завідувач майстерень, головний механік, головний інженер Великокоровинецького цукрового комбінату Житомирської області. З 1976 року заочно навчався у Київському технологічному інституті харчової промисловості. Член КПРС.
У травні 1978 — серпні 1979 року — заступник головного інженера Золочівського цукрового заводу на Львівщині. У серпні 1979 — жовтні 1981 року — головний інженер Бовшівського цукрового заводу на Івано-Франківщині. У жовтні 1981 — квітні 1987 року — головний інженер Іваничівського цукрового заводу на Волині.
У 1985 році закінчив Київський технологічний інститут харчової промисловості за спеціальністю «машини та апарати харчових виробництв» та здобув кваліфікацію «інженер-механік».
У квітні 1987 — липні 1994 року — директор Дубенського цукрового заводу на Рівненщині.
У липні 1994 — квітні 1998 року — голова правління — президент Відкритого акціонерного товариства «Дубноцукор».
23 квітня 1998—2002 роках — голова Рівненської обласної ради III скликання.
У 2002—2004 роках — головний радник Закритого акціонерного товариства «Дубноцукорагро».
У 2004—2008 роках — директор ЗАТ «Західна компанія „Дакор“». З 2008 року — голова Наглядової Ради ЗАТ "Західна компанія «Дакор». З 2010 року — голова Наглядової Ради ПАТ «Дакор Вест». Співвласник «Dakor Agro Holding (Дакор Агро Холдинг)».
2 квітня 2011—2013 роках — голова Дубенської районної державної адміністрації Рівненської області. Депутат Рівненської обласної ради II, IV, VI скликань.
З 2013 року — підприємець і філантроп.

## Звання
- державний службовець 1-го рангу (з лютого 1999 року)[3].

## Нагороди
- орден «Знак Пошани»
- орден «За заслуги» III ступеня (січень 2001)[4]
- Нагороджений Подякою Прем'єр-міністра України, нагородою рейтингу «Золота Фортуна» — «Кришталевий ріг достатку» (2001).
- За благодійницьку діяльність удостоєний високих відзнак Церкви: ордена Христа Спасителя (2000 р.), орденів Святого Рівноапостольного князя Володимира III, II, I ст. (2000, 2005, 2006 рр.), ордена Святителя Миколи Чудотворця (2006 р.).